# التجمع الخامس

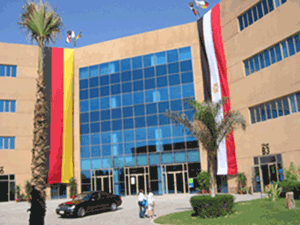
The German University in Cairo, one of several university campuses in القاهرة الجديدة.

التجمع الخامس أحد تجمعات مدينة القاهرة الجديدة ويتكون من عدة أحياء منها الحي الأول والثاني والثالث والرابع والخامس بالإضافة إلى غرب الجولف والشويفات والديبلوماسيين وحيّ النرجس وحيّ الياسمين وحيّ البنفسج وحيّ جنوب الأكاديمية. من أكبر شوارعه شارع التسعين الذي يقع بطوله المحور المركزي لمدينة القاهرة الجديدة والذي يحوي مراكز مالية وإدارية وأنشطة تجارية تخدم المدينة. يعد التجمع الخامس من أسرع المناطق من حيث معدل البناء في مصر، ويتميز بفيلاته وقصوره وتنوعه العمراني من الروماني والإسلامي والفرعوني والحديث.

## الجامعات
- الجامعة الألمانية بالقاهرة
- الجامعة الأمريكية بالقاهرة

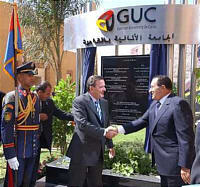
افتتاح الرئيس السابق/ محمد حسنى مبارك للجامعة الألمانية عام 2005

- الكلية الكندية الدولية بالقاهرة CIC
- المعهد العالي الدولي للغات والترجمة
- جامعة المستقبل بمصر
- أكاديمية القاهرة الجديدة
- أكاديمية الشرطة

## المدارس
تقصده العديد من المدارس المتميزة والدولية، ومنها:
- مدرسة جرين هايتس للغات
- مدرسة آل ياسر الخاصة للغات
- مدرسة القاهرة التجريبية للغات
- مدرسة ليسيه بالزاك الدولية الفرنسية
- مدرسة مصر الدولية
- المدرسة الإنجليزية الحديثة
- مدارس مصر 2000 الحديثة
- مدرسة كونكورديا الفرنسية الدولية
- مدرسة مصر البريطانية الدولية
- مدرسة الآفاق الدولية الجديدة
- المدرسة الألمانية الخاصة بالقاهرة
- المدرسة الأمريكية الدولية
- المدرسة الأوروبية بالقاهرة
- المدرسة المصرية للغات
- المدرسة الفرنسية الدولية
- المدرسة الكندية الدولية
- مدارس أجيال المتكاملة للغات
- مدرسة أخناتون للغات
- مدرسة الحرمين الخاصة للغات-عربي
- مدرسة الشويفات الدولية
- مدارس مانور هاوس الدولية
- مدرسة بداية الدولية
- معهد الغد المشرق الأزهري للغات
- معاهد الكمال الأزهرية للغات
- مدرسة منار الفاروق الإسلامية للغات
- مدرسة صلاح الدين الدولية التركية

## النوادي
- نادي وادي دجلة
- نادي القطامية الرياضي
- نادي الشباب الرياضي
- نادي بلاتينيوم كلوب
- نادي الزهور الرياضي
- نادي الجزيرة
- نادي الطيران
- نادي البنك المركزي
- نادي رويال الرياضي
- نادي سكاي

## أشهر مساجد التجمع الخامس
- مسجد حسن الشربتلي
- مسجد الحمد
- مسجد فاطمة الشربتلي
- مسجد الفاروق
- مسجد تقوى القلوب
- مسجد الإحسان
- مسجد عباد الرحمن
- مسجد الرضوان
- مسجد التقوى
- مسجد الرضا
- مسجد قباء
- مسجد خاتم المرسلين
- مسجد الاعتصام بالرحمن
- مسجد الباز
- مسجد شوقي المتيني
- مسجد المهند
- مسجد أسيا

## التجمعات السكنية
كما يوجد بالتجمع الخامس العديد من المنتجعات والقرى السياحية والتجمعات السكنية ومنها:
- القطامية هايتس
- ليك فيو
- أرابيلا
- قطامية ديونز
- لاند مارك
- لاجو فيستا
- إعمار ميفيديا
- صوان ليك
- ميراج سيتي
- كايرو فيستفال سيتي
- قطامية داون تاون

## مشاهير يسكنون فيه
يسميه البعض بحي الرؤساء حيث يقطن به معظم المرشحين لرئاسة الجمهورية 2012 كما يسكن به العديد من الوزراء والأثرياء
- اللواء عمر سليمان
- المشير محمد حسين طنطاوي
- الفريق سامي عنان
- الفريق أحمد شفيق
- السيد صفوت الشريف
- وزير الخارجية السابق عمرو موسى
- الدكتور محمد سليم العوا
- الدكتور عبد المنعم أبو الفتوح
- الرئيس المصري الأسبق محمد مرسي
- الفنانة فاتن حمامة
- المغنية المغربية سميرة سعيد
- المطربة السورية أصالة نصري
- الفنان حماده هلال
- الممثل هاني رمزي
- الدكتور مفيد شهاب
- الدكتور محمود أبو العيون
- الإعلامي أحمد منصور